# Кидон
Кидон (др.-греч. Κύδων) — персонаж древнегреческой мифологии, эпоним города Кидония. Имя, возможно, связано с народом кидоны, обитавшим в тех же местах. В текстах линейного письма А встречается личное имя ku-do-ni.
По одной версии, это сын Тегеата и Мэры, переселился из Аркадии на Крит и основал город Кидония. По критской версии, сын Гермеса и Акакаллиды. Либо сын Аполлона и Акакаллиды, по его имени Минос назвал город на Крите. Отец Евлимены, которую вынужден был принести в жертву, когда против него восстали критские города.